# Oděský rajón
Oděský rajón (ukrajinsky Одеський район) je rajón v Oděské oblasti na Ukrajině. Hlavním městem je Oděsa a rajón má přibližně 1,38 milionu obyvatel. 

## Města v rajónu
- Biljajivka
- Čornomorsk
- Južne
- Oděsa
- Teplodar